# Dan Malloy
Dan Malloy, właśc. Dannel Patrick Malloy (ur. 21 lipca 1955 w Stamford) – amerykański polityk, członek Partii Demokratycznej. W latach 1995-2009 zajmował stanowisko burmistrza Stamford. W latach 2011-2019 gubernator stanu Connecticut.
Jako dziecko miał poważne kłopoty zdrowotne m.in. z poruszaniem się i z przyswajaniem wiedzy. Jako siedemnastolatek trzykrotnie przyjmował sakrament namaszczenia chorych. Mimo tych trudności zdołał pójść na studia. Jest absolwentem prawa na Boston College, po którego ukończeniu w 1980 został prokuratorem na nowojorskim Brooklynie, gdzie pracował przez cztery lata. Następnie powrócił do rodzinnego Stamford, gdzie podjął praktykę adwokacką w jednej z tamtejszych kancelarii. Równolegle z karierą prawniczą, w latach 1983-1994 był członkiem Komisji Finansów we władzach samorządowych Stamford. W 1995 został wybrany na burmistrza miasta, prezentując program wyborczy, w którym szczególny nacisk położył na kwestię ograniczenia przestępczości i poprawy bezpieczeństwa w mieście. W 2006 po raz pierwszy ubiegał się o nominację Partii Demokratycznej do startu w wyborach gubernatorskich, lecz został pokonany w prawyborach przez Johna DeStefano, burmistrza innego z głównych miast stanu, New Haven. Ostatecznie wybory te zakończyły się reelekcją Jodi Rell, urzędującej gubernator i członkini Partii Republikańskiej.
22 maja 2010 został oficjalnym kandydatem Demokratów w kolejnych wyborach gubernatorskich, przewidzianych na listopad tego samego roku. Jego kontrkandydatem ze strony Republikanów był Tom Foley, były ambasador USA w Irlandii. Po bardzo zaciętej kampanii Malloy wygrał wybory różnicą niespełna siedmiu tysięcy głosów na ok. 1,145 mln głosów oddanych. 5 stycznia 2011 został zaprzysiężony na nowy urząd, stając się osiemdziesiątą ósmą osobą w historii pełniącą to stanowisko.
W wyborach gubernatorskich 2018 wraz ze swoją zastępczynią Nancy Wyman wycofali się z ubiegania o reelekcję.
Głównym powodem tego były przyczyny osobiste oraz chęć wycofania się z polityki.
Ich następcami z kadencją od 9 stycznia 2019 roku są na stanowisku gubernatora Ned Lamont oraz w roli zastępcy Susan Bysiewicz.